# Финал Лиги конференций УЕФА 2026
Финал Лиги конференций УЕФА 2026 года (англ. 2026 UEFA Conference League Final) — финальный матч пятого розыгрыша Лиги конференций УЕФА, ежегодного турнира для футбольных клубов, входящих в состав УЕФА. Матч пройдёт 27 мая 2026 года на стадионе «Ред Булл Арена» в Лейпциге, Германия.
Победитель получит право на участие в общем этапе Лиги Европы УЕФА 2026/27.

## Выбор места проведения
17 мая 2023 года УЕФА объявил о начале процесса подачи заявок на проведение финалов Лиги конференций 2026 и 2027 годов. Заинтересованные стороны могли подать заявку как на один, так и на оба финала. Предлагаемые стадионы должны были иметь натуральное травяное покрытие и соответствовать четвёртой категории УЕФА, предпочтительной считалась вместимость от 30 000 до 60 000 зрителей. График подачи заявок был следующим:
- 17 мая 2023 года: Официальное приглашение к подаче заявок
- 17 июля 2023 года: Крайний срок для регистрации
- 26 июля 2023 года: Предоставление требований к заявке участникам
- 15 ноября 2023 года: Подача предварительного пакета документов
- 21 февраля 2024 года: Подача окончательного пакета документов
- 22 мая 2024 года: Назначение принимающей стороны

22 мая 2024 года Исполнительный комитет УЕФА утвердил стадион «Ред Булл Арена» в качестве принимающей арены на своём заседании в Дублине, Ирландия.

## Матч

### Отчёт о матче
| TBD | –:– | TBD |
| --- | --- | --- |
|     |     |     |